# Neoconger
Neoconger es un género de peces anguiliformes de la familia Moringuidae.

## Especies
Se reconocen las siguientes especies:
- Neoconger mucronatus
- Neoconger tuberculatus
- Neoconger vermiformis